# Bimbi per strada (Children)
Bimbi per strada (Children) è un singolo del rapper italiano Fedez pubblicato l'11 giugno 2020 come secondo estratto dal sesto album in studio Disumano. Contiene un campionamento di Children del DJ italiano Robert Miles, il quale è accreditato come artista postumo.

## Descrizione
Il brano contiene un campionamento della celebre Children dello stesso Miles: Fedez ha descritto tale scelta dicendo di voler «mescolare un testo al quale è molto legato e un giro di piano che ha fotografato il suo passaggio alla vita adulta».

## Video musicale
Il videoclip, realizzato in computer grafica 3D dagli artisti grafici tedeschi Antoni e Marc Tudisco, è stato pubblicato il 19 giugno 2020 attraverso il canale YouTube del rapper.

## Tracce
Crediti riportati sul sito della SIAE.
Testi di Davide Simonetta e Jacopo Matteo Luca D'Amico, musiche di Roberto Concina, Jacopo Matteo Luca D'Amico, Federico Leonardo Lucia e Davide Simonetta.
1. Bimbi per strada (Children) – 3:20

## Successo commerciale
In Italia il brano è stato il 57º più trasmesso dalle radio nel 2020.

## Classifiche

### Classifiche settimanali
| Classifica (2020) | Posizione massima |
| ----------------- | ----------------- |
| Italia            | 4                 |
| Svizzera          | 81                |

### Classifiche di fine anno
| Classifica (2020) | Posizione |
| ----------------- | --------- |
| Italia            | 18        |